# Direction de la Protection et de la Sécurité de la Défense
Direction de la Protection et de la Sécurité de la Défense o DPSD è un'agenzia di sicurezza francese che fa parte del Ministero della difesa.
DPSD succedette all'ex agenzia di sicurezza militare nel 1981. I suoi ruoli sono: controspionaggio, spionaggio, antiterrorismo, anti-sovversioni per la sicurezza nazionale.
È responsabile della salvaguardia della sicurezza personale, delle informazioni, dei materiali e delle strutture sensibili della difesa nazionale.
Lavora insieme alla Direction centrale du renseignement intérieur e alla Direction générale de la sécurité extérieure.
È regolamentato dagli articoli D.3126-5 D.3126-9 del codice di difesa.

## Direttori
- Général Pierre Devemy: Febbraio 1987 - Febbraio 1989
- Général Antonio Jérôme: Febbraio 1989 - 1990
- Général de Corps d'Armée Roland Guillaume: 1990 - 1997
- Général de Corps d'Armée Claude Ascensi: 1997 - Agosto 2000
- Contrôleur Général des Armées Dominique Conort: Settembre 2000 - Luglio 2002
- Général de Corps d'Armée Michel Barro: Agosto 2002 - Giugno 2005
- Général de Corps d'Armée Denis Serpollet: Luglio 2005 - 2008
- Général de Corps d'Armée Didier Bolelli: 2008 - 2010
- Général de Corps Aérien Antoine Creux: 2010-2012
- Général de division Jean-Pierre Bosser: Novembre 2012